# عملية كيميائية
العملية الكيميائية بالمفهوم العلمي للمصطلح، العملية الكيميائية هي طريقة أو وسيلة تغيير إحدى المواد أو المركبات الكيميائية. ويمكن لهذه العملية الكيميائية أن تحدث ذاتيًا أو بتدخل عامل خارجي. وهذه العملية الكيميائية تنطوي عادة على تفاعل كيميائي من نوع ما.
وبالمفهوم الهندسي للمصطلح، العملية الكيميائية هي طريقة مستخدمة في الصناعة أو على المستوى الصناعي لتغيير تركيب المواد الكيميائية، وعادة باستخدام تقنية ذات صلة بتلك المستخدمة في الصناعة الكيميائية.
لا يعطي أي من هذه التعاريف بالضبط المعنى الدقيق للمصطلح بحيث يمكن للفرد أن يصنف بصفة نهائية ما هية العملية الكيميائية، وإنما هي تعاريف عملية. كما أن هناك تداخل كبير بين هذين التعريفين المختلفين. وبسبب عدم دقة التعريف، فإن الكيميائيين والعلماء يستخدمون مصطلح «عملية كيميائية» فقط بالمعنى العام أو الهندسي للكلمة.
و على الرغم من أن هذا النوع من العمليات الكيميائية في بعض الأحيان قد تحتوي على خطوة واحدة فقط، وأحيانا على خطوات متعددة، فإنه يشار إليه بأنه عملية أساسية. في المصنع، كل من العمليات الأساسية تتم عادة في أوعية مستقلة أو في أقسام من المصنع تسمى وحدات (Units). في كثير من الأحيان، تُجرى واحدة أو أكثر من التفاعلات الكيميائية في الوحدة، ولكن قد تستخدم وسائل أخرى لتغيير تركيب المواد الكيميائية، مثل عمليات الخلط أو الفصل.
ويمكن توقع وحساب كمية المواد الناتجة في الخطوات المختلفة في العملية من خلال معرفة كمية المواد الداخلة، ومن البيانات التجريبية وحسابات توازن المواد. يمكن بعدها تغيير كمية المواد زيادة أو نقصانًا بما يتناسب مع استطاعة المصنع المبني لهذه العملية.

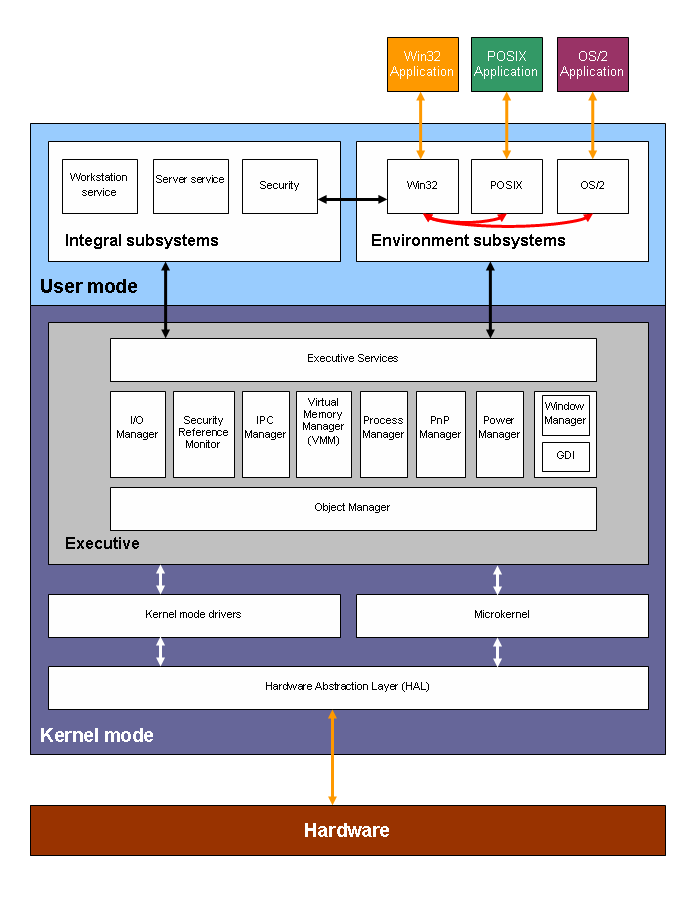
مثال عن مخطط بياني تنظيمي

يمكن تمثيل العمليات الكيميائية عمومًا بمخطط بياني تنظيمي (Block diagram) أو بمزيد من التفصيل في مخطط بياني للعملية (Process flow diagram). يظهر المخطط البياني التنظيمي الوحدات على أنها مربعات، كما يظهر تسلسل العمل بينهم بشكل خطوط واصلة بين المربعات مع رؤوس الأسهم للدلالة على اتجاه سير العمليات.
تستخدم العمليات الكيميائية، بالإضافة إلى المصانع الكيميائية لإنتاج الكيماويات، بتقنية ومعدات مشابهة في تكرير النفط وغيرها من مصافي التكرير، وعمليات الغاز الطبيعي، والبوليمر وتصنيع المستحضرات الصيدلانية، والمياه ومعالجة المياه المستعملة.

## اقرأ أيضًا
- تفاعل كيميائي
- صناعة كيميائية
- عملية غرف الرصاص